# Józef Gaydamowicz-Poraj
Józef Gaydamowicz-Poraj (ur. 19 marca 1854 na Litwie, zm. 26 października 1938 w Kiszyniowie) – rosyjski wojskowy, polski ziemianin i działacz polonijny w Rumunii.

## Życiorys
Urodził się na Kowieńszczyźnie, część jego rodziny wzięła udział w powstaniu styczniowym. W 1874 rozpoczął służbę w wojsku rosyjskim, a w latach 1877–1878 walczył jako oficer w wojnie rosyjsko-tureckiej. Nie powrócił do kraju i ożenił się z ziemianką pochodzenia greckiego Marią Camboli. Osiedli w Czynieszeuce, gdzie gospodarowali majątkiem wielkości 2 tys. ha (żona zmarła w 1908). W 1918 przyjął obywatelstwo polskie, co spowodowało utratę ponad 90% nieruchomości. Zdecydował się jednak pozostać w Rumunii, kontynuując pracę gospodarza (na 100 ha). Działał społecznie, był m.in. dyrektorem Domu Polskiego w Kiszyniowie, organizował życie społeczne besarabskich Polaków współpracując z konsulatem RP. W lipcu 1929 jako jeden z delegatów Rumunii wziął udział w I Zjeździe Polaków z Zagranicy w Warszawie. 
Został pochowany w Kiszyniowie. 